# Resolutie 904 Veiligheidsraad Verenigde Naties
Resolutie 904 van de Veiligheidsraad van de Verenigde Naties werd zonder stemming aangenomen op 18 maart 1994. De resolutie veroordeelde de terreuraanslag van een Joodse extremist op een moskee in de Westelijke Jordaanoever.

## Achtergrond
Tijdens de Zesdaagse Oorlog bezette Israël verschillende stukken grondgebied van zijn tegenstanders waarvan het een deel annexeerde. In die delen werden Joodse kolonisten die er nederzettingen oprichtten gesteund. Die situatie zorgde voor spanningen tussen Palestijnen en Israëli's.
Op 25 februari 1994 viel een Joodse kolonist een moskee in Hebron binnen. Hij maaide meer dan vijftig aanwezigen neer met een machinegeweer, alvorens zelf door omstaanders te worden doodgeslagen.

## Inhoud
De Veiligheidsraad:
- Geschokt door de massamoord op Palestijnse gelovigen in de Ibrahim-moskee in Hebron op 25 februari.
- Erg bezorgd om de Palestijnse slachtoffers in bezet Palestijns gebied die de noodzaak van bescherming voor de Palestijnen aantonen.
- Vastberaden de negatieve impact van de slachtpartij op het vredesproces te boven te komen.
- Tevreden over inspanningen om het vredesproces vlot te laten doorgaan.
- Bemerkt de veroordeling van de slachtpartij door de hele internationale gemeenschap.
- Herinnert eraan dat de Vierde Geneefse Conventie van toepassing is op de door Israël bezette gebieden.

1. Veroordeelt de slachtpartij die meer dan vijftig doden en honderden gewonden maakte.
2. Roept Israël op om maatregelen te nemen om geweld door Israëlische kolonisten te voorkomen.
3. Roept op om maatregelen te nemen omwille van de veiligheid van de Palestijnen in de bezette gebieden, onder meer door een tijdelijke internationale aanwezigheid.
4. Verzoekt de medesponsors van het vredesproces, de Verenigde Staten en Rusland, het vredesproces en de uitvoering van bovenstaande maatregelen aan te moedigen.
5. Bevestigt zijn steun aan het vredesproces.

Lijst ·  893 ·  894 ·  895 ·  896 ·  897 ·  898 ·  899 ·  900 ·  901 ·  902 ·  903 ·  904 ·  905 ·  906 ·  907 ·  908 ·  909 ·  910 ·  911 ·  912 ·  913 ·  914 ·  915 ·  916 ·  917 ·  918 ·  919 ·  920 ·  921 ·  922 ·  923 ·  924 ·  925 ·  926 ·  927 ·  928 ·  929 ·  930 ·  931 ·  932 ·  933 ·  934 ·  935 ·  936 ·  937 ·  938 ·  939 ·  940 ·  941 ·  942 ·  943 ·  944 ·  945 ·  946 ·  947 ·  948 ·  949 ·  950 ·  951 ·  952 ·  953 ·  954 ·  955 ·  956 ·  957 ·  958 ·  959 ·  960 ·  961 ·  962 ·  963 ·  964 ·  965 ·  966 ·  967 ·  968 ·  969